# Silentiaire
Dans l'Empire romain et son prolongement l'Empire byzantin, le silentiaire (en latin silentiarius, en grec σιλεντιάριος) est un officier subalterne du palais impérial, chargé de faire respecter l'ordre et le silence autour de l'Empereur.

## Histoire
Le mot est dérivé du latin silentium, « silence ». Le premier article du code de l'étiquette étant le silence religieux qui doit régner en présence de l'empereur, les assemblées de dignitaires tenues par le souverain prennent ce nom (en grec σιλέντιον). Les silentiaires sont à proprement parler les officiers du palais chargés de la discipline de ces assemblées. 
L'existence des silentiaires est attestée dès le Haut-Empire (IIe siècle) — ils sont alors des esclaves ou des affranchis — mais ils sont mieux connus dans l'Empire romain tardif : au Bas-Empire, ils continuent d'exercer leur fonction en Occident jusqu'en 491, ne deviennent plus que les titulaires d'un titre honorifique héréditaire sous Théodoric, avant d'être définitivement supprimés par Justinien à la suite de la reconquête byzantine de l'Italie. Le dernier silentiaire attesté en Occident l'est en 540.
En Orient, en revanche, l'institution continue d'exister et acquiert même une certaine importance : ils sont de rang spectabiles avant la fin du Ve siècle, clarissimes avant 528, et certains d'entre eux, probablement des décurions (officiers de ce corps) deviennent même patrices à la fin du Ve siècle. Parmi les silentaires célèbres de cette époque, on compte même un empereur, Anastase Ier, qui était décurion au moment de son accession au trône de Constantinople en 491. On peut également citer Paul le Silentiaire, auteur de la Description de Sainte-Sophie.
Bien que n'étant pas eunuques, et ayant la possibilité de se marier, ils sont placés sous les ordres du préposite (præpositus sacri cubiculi). Cependant, à partir de Zénon, ils sont rattachés au bureau du maître des offices (magister officiorum). Ils reçoivent leur dignité par brevet (βραϐείον / brabeion), par opposition aux dignitaires par édit. L'insigne de leur charge est, à partir du VIe siècle, une verge d'or, qui leur est remise par l'Empereur lui-même. Quatre silentiaires sont au service de l'impératrice dont ils reçoivent leur baguette dorée. Leur charge est lucrative et comporte de nombreuses exemptions de charges et d'autres privilèges. Elle peut être vendue mais l'acquéreur, qui se fait enregistrer auprès du maître des offices, doit attendre que le titulaire originel abandonne effectivement sa charge pour toucher la solde correspondante.
Outre le maintien du silence, les silentaires sont chargés de diverses missions au consistoire impérial : ils reçoivent les dignitaires, convoquent les légats, servent de messagers en dehors du palais, voire de hérauts pour des annonces publiques. Plus rarement, ils peuvent se voir confier un commandement militaire.
En 437, d'après le Code théodosien, ils constituent en Orient une schola de 30 membres, divisée en trois décuries, chacune dirigée par un decurio sacri palatii (sacri consistorii), titre mentionné pour la première fois en 326. Les décurions sont des officiers d'un rang supérieur à celui des simples silentiaires, et le premier d'entre eux est dit primicier des silentiaires. À leur sortie de charge, les décurions reçoivent à partir de 415 le titre de duc spectable, et sont admis à ce titre dans les rangs du Sénat parmi les consulaires, en étant dispensés des contributions dues par les sénateurs. Sous Justinien, ils reçoivent une promotion supplémentaire, puisqu'à leur sortie de charge, ils reçoivent le titre de comtes des domestiques ou de maîtres des offices illustres tout en étant assimilés aux titulaires effectifs de cette charge (ils sont dits inter agentes).
Dans les siècles suivants, le corps des silentiaires comprend des personnages parfois importants. On leur confie des missions remarquables. Ainsi, le silentiaire Jean est chargé de 752 à 755 de négocier au nom de l'empereur et du pape auprès d'Aistulf, roi des Lombards. Silentiaire est alors un titre, qui apparaît sur les sceaux, plutôt qu'une fonction. La dernière attestation d'un silentiaire date du règne de Nicéphore II Phocas (Xe siècle).